# Guarea caulobotryis
Guarea caulobotryis là một loài thực vật có hoa trong họ Meliaceae. Loài này được Cuatrec. mô tả khoa học đầu tiên năm 1950.